# Canton d'Amancey
Le canton d'Amancey est une ancienne division administrative française, située dans le département du Doubs et la région Franche-Comté.

## Représentation

### Conseillers généraux de 1833 à 2015
| Période         | Période      | Identité                                   | Étiquette            | Qualité |
| --------------- | ------------ | ------------------------------------------ | -------------------- | --- |
| 1833            | 1858         | Jean-Agathe Micaud                         |                      | Ancien magistrat, Maire de Besançon                                                                                          |
| 1858            | 1866         | Jean-Joseph Bugnet                         |                      | Professeur à la Faculté de droit de Paris                                                                                    |
| 1866            | 1871         | Jean-Magloire Baudouin                     |                      | Inspecteur général de l'instruction publique                                                                                 |
| 1871            | 1895 (décès) | Marquis Henri Terrier de Loray (1820-1895) | Droite               | Propriétaire à Cléron, conseiller d'arrondissement                                                                           |
| 1895            | 1910         | Pierre François Vernerey (1848-1928)       | Rad.                 | Notaire à Amancey |
| 1910            | 1920 (décès) | Comte Gabriel de Montrichard               | Libéral              | Maire de Cléron |
| 1920            | 1922         | Comte Robert d'Oilliamson                  |                      | Propriétaire Maire de Cléron                                                                                                 |
| 1922            | 1940         | Pierre Baudouin-Bugnet                     | Rad.ind.             | Avocat à la Cour d'appel de Paris Propriétaire à Bolandoz Député du Doubs (1928-1942) Nommé conseiller départemental en 1943 |
|                 |              |                                            |                      | |
| 1945            | 1952 (décès) | Comte Roland de Montrichard                | DVD                  | Propriétaire à Cléron Membre de l'Académie des sciences, belles lettres et arts de Besançon                                  |
| 1952            | 1969 (décès) | François Louis Mignot                      | DVD                  | |
| 9 novembre 1969 | 2001         | Albert Bourgon                             | CD puis app. UDF-CDS | Chef d'entreprise Conseiller municipal d'Amancey                                                                             |
| 2001            | 2015         | Patrick Ronot                              | RPR puis UMP         | Employé de banque Maire de Reugney (1989-2013) Président de la CC Amancey-Loue-Lison (2001-2014)                             |

### Conseillers d'arrondissement (de 1833 à 1940)
| Période                                  | Période | Identité               | Étiquette                    | Qualité |
| ---------------------------------------- | ------- | ---------------------- | ---------------------------- | --- |
| 1833                                     | 1842    | M. Nélaton             |                              | Propriétaire à Besançon                                                                                     |
|                                          |         |                        |                              | |
| 1848                                     | 1871    | Henri Terrier de Loray |                              | Propriétaire rentier à Cléron                                                                               |
|                                          |         |                        |                              | |
| 1895                                     |         | Élie Beley (1842-1910) |                              | Juge de paix, maire d'Éternoz                                                                               |
|                                          |         |                        |                              | |
| 1919                                     | 1937    | M. Ménettrier          | Union nationale républicaine | Maire de Déservillers                                                                                       |
| 1937                                     | 1940    | M. Bourgon             | PSF-PAPF                     | Maire de Flagey                                                                                             |
| 1940                                     |         |                        |                              | Les conseils d'arrondissement ont été suspendus par la loi du 12 octobre 1940 et n'ont jamais été réactivés |
| Les données manquantes sont à compléter. |         |                        |                              | |

## Composition
Ce canton était composé des dix-neuf communes suivantes :
| Nom                   | Code Insee | Intercommunalité      | Superficie (km2) | Population (dernière pop. légale) | Densité (hab./km2) |
| --------------------- | ---------- | --------------------- | ---------------- | --------------------------------- | ------------------ |
| Amancey (chef-lieu)   | 25015      | CC Loue-Lison         | 13,78            | 662 (2014)                        | 48                 |
| Amondans              | 25017      | CC Loue-Lison         | 5,68             | 90 (2014)                         | 16                 |
| Bolandoz              | 25070      | CC Loue-Lison         | 12,21            | 377 (2014)                        | 31                 |
| Cléron                | 25155      | CC Loue-Lison         | 14,56            | 324 (2014)                        | 22                 |
| Crouzet-Migette       | 25180      | CC Loue-Lison         | 5,67             | 123 (2014)                        | 22                 |
| Déservillers          | 25199      | CC Loue-Lison         | 13,88            | 344 (2014)                        | 25                 |
| Éternoz               | 25223      | CC Loue-Lison         | 29,26            | 341 (2014)                        | 12                 |
| Fertans               | 25236      | CC Loue-Lison         | 8,19             | 261 (2014)                        | 32                 |
| Flagey                | 25241      | CC Loue-Lison         | 7,79             | 149 (2014)                        | 19                 |
| Gevresin              | 25270      | CC Altitude 800       | 6,91             | 117 (2014)                        | 17                 |
| Labergement-du-Navois | 25319      | CC Amancey-Loue-Lison | 6,74             | 108 (2014)                        | 16                 |
| Lizine                | 25338      | CC Loue-Lison         | 7,33             | 77 (2014)                         | 11                 |
| Malans                | 25359      | CC Loue-Lison         | 10,49            | 172 (2014)                        | 16                 |
| Montmahoux            | 25404      | CC Loue-Lison         | 6,52             | 106 (2014)                        | 16                 |
| Nans-sous-Sainte-Anne | 25420      | CC Loue-Lison         | 8,86             | 139 (2014)                        | 16                 |
| Reugney               | 25489      | CC Loue-Lison         | 8,19             | 317 (2014)                        | 39                 |
| Sainte-Anne           | 25513      | CC Loue-Lison         | 6,64             | 36 (2014)                         | 5,4                |
| Saraz                 | 25533      | CC Loue-Lison         | 6,02             | 11 (2014)                         | 1,8                |
| Silley-Amancey        | 25545      | CC Loue-Lison         | 5,16             | 127 (2014)                        | 25                 |

## Démographie
| 1962  | 1968  | 1975  | 1982  | 1990  | 1999  | 2006  | 2011  | 2012  |
| ----- | ----- | ----- | ----- | ----- | ----- | ----- | ----- | ----- |
| 3 581 | 3 123 | 2 820 | 2 901 | 3 067 | 3 275 | 3 613 | 3 820 | 3 840 |